# Весталии
Веста́лии (лат. Vestalia — древнеримский праздник, отмечавшийся 9 июня в честь богини, покровительницы семейного очага и жертвенного огня Весты.

## Культ Весты
В пантеоне богов Веста отвечала за священный очаг общины, курии и каждого жилища. Почитавшие богиню римляне поддерживали её очаг в каждом доме, а шесть жриц, являвшихся живым олицетворением Весты, наделялись огромными правами и пользовались великим почётом.
Согласно легендам культ Весты был учреждён 2-м царём Древнего Рима Нумой Помпилием, правившим с конца VIII по начало VII в. до н. э. Между Капитолийским и Палатинским холмами им был воздвигнут храм богине, в центре которого находился очаг «вечного» и «неугасимого» огня, считавшийся воплощением самой Весты.

## Празднование
Во время празднований весталий римлянки босиком совершали паломничество к храму Весты, где приносили ей жертвы. Это был единственный день в году, когда жертвоприношения было дозволено совершать женщинам. 
Кроме того, 9 июня было запрещено использовать в работе ослов. По преданию, в этот день крик осла разбудил Весту в то время, как Приап собирался обесчестить её.
Весталии также были праздничным днём для мельников и хлебопёков, так как изначально хлеб готовили на золе очага.